# محمد أمين سويد
العلامة الشيخ محمد أمين سويد، العارف بالله، الفقيه، الأصولي، اللغوي، الرحالة، من كبار علماء دمشق (1855 - 1936).

## نسبه وأسرته
هو محمد أمين بن محمد بن علي سويد. وأسرة سويد هي أسرة دمشقية يرجع أصلها إلى العباس عم رسول الله صلى الله عليه وسلم.
وقد كان يقول تلميذُ الشيخِ العلامةُ المفتي أبو اليسر عابدين : «الشيخ محمد أمين سويد من ذرية سيدنا عبد الله بن عباس رضي الله عنه.»

## سيرته

### مولده ونشأته
ولد الشيخ محمد أمين بدمشق سنة 1273هجري/1855ميلادي. توفي أبوه محمد عام 1870 وكان في تجارة له إلى الحجاز ودُفِن في جدة بمنطقة يقال لها بندر جدة. فكفله عمه عبد القادر مع إخوته وكان عمره آنذاك خمس عشر سنة. لم يرغب الشاب محمد أمين أن يسلك سبيل والده في التجارة فأذن له عمه بالتفرغ لطلب العلم، فأخذ العلم من علماء الشام، ثم ارتحل إلى الأزهر وأقام هناك خمسة أعوام، ثم عاد إلى دمشق.
ارتحل بعد ذلك إلى بغداد وأخذ العلم عن علماء بغداد، ثم عاد إلى دمشق.

### من شيوخه
1. أبو الفرج بن عبد القادر الخطيب الكبير (ت 1893)
2. أحمد الشريف بن محمد السنوسي (ت 1933)
3. محمد بن مصطفى الطنطاوي (ت 1888)
4. محمد سليم خلف الوزان (ت 1910)
5. محمد بدر الدين بن يوسف الحسني (ت 1935)
6. أحمد بن محجوب الفيومي الرفاعي الأزهري (ت 1907)
7. بكري بن حامد العطار (ت 1902)
8. حسن العِدوي الحمزاوي الأزهري (ت 1886)
9. محمد بن محمد الخاني (ت 1898)
10. أحمد بن عبد الرحمن آل عبيد الراوي (ت 1900)

### علمُهُ
وصفت مصادر الترجمة الشيخ محمد أمين بالأوصاف الآتية: الإمام، المُعَمَّر، العارف، الصوفي، التقي، الأستاذ، العالم، العلامة الكبير، النحرير، الجهبذ، النفاعة، الأصولي الكبير، المتضلع، المتفنن، المشارك، المحقق، الفقيه، شيخ الشيوخ، الرحالة الشهير.
وقال محمد جميل الشطي في مقالته بجريدة (ألف باء): عُنِيَ من العلوم بأصول الفقه، والتصوف، والبلاغة، واشتهر بها، وأقرأ الطلبة في فنون شتى، وانتفعوا به طبقة بعد أخرى، وكان أكثر دروسه خاصة.
وقال الحصني في (منتخبات التواريخ): تفرد في علم البحث والمناظرة والأصول في هذا العصر، فاق على أقرانه بكثير من العلوم والفنون، وله باع طويل في علم التصوف والفرائض والتوحيد.
وقال الحِبشي في (الدليل المشير): ولشيخنا المترجَم قدخٌ راسخ في العلوم الشرعية والعقلية فقها وأصولا وتفسيرا وعربية ومنطقا وغير ذلك.. يستصحب في نزهاته بعض الكتب لئلا يمضي عليه وقت إلا وهو في تعليم أو مطالعة أو عبادة.. وكان جلدا على التعليم، قويا في المناظرة والجدل.
وقال العلامة السيد محمد مكي الكتّاني : دخل الشيخ أمين إلى الدنيا وخرج منها وضحك من أهلها، لم يتركهم أن يعرفوا قدره.
ومن الكتب التي درّسها الشيخُ : جمع الجوامع، حاشية العطار على المحلي، متن البيضاوي (لب الأصول)، الفتوحات المكية لابن عربي، حكم ابن عطاء الله السكندري، إحياء علوم الدين للغزالي، الكشّاف للزمخشري، حقائق التنزيل للبيضاوي، وغيرها.

### أعماله ووظائفُه

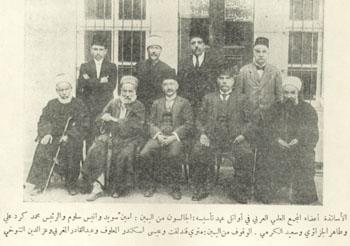
الشيخ محمد أمين سويد (على يمين الصورة) مع أعضاء المجمع العلمي العربي في أوائل تأسيسه

درّس مختلف العلوم الشرعية في جامع الدرويشية وجامع السنانية. وحاز لذلك الوسام العثماني المجيدي ورتبة (إزميربايه). كما درّس في دار الحديث الأشرفية، وأدار المدرسة التجارية بدمشق مدة من الزمن.
وفي 1919 أصدر حاكم سورية العسكري (علي رضا الركابي) قرارًا بتسمية ديوان المعارف بالمجمع العلمي العربي وعهد برئاسته إلى الأستاذ محمد كرد علي وكان من أول من سُمِّيَ من أعضائه الشيخ محمد أمين سويد. وكان هذا المجمع نواةَ مجمع اللغة العربية والذي ما يزال قائما.
ونظرًا للاضطرابات التي كانت تمر بها دمشق انتقل الشيخ إلى لبنان فالأردن وأخيرا إلى القدس في فلسطين حيث مكث هناك ثلاثة أعوام مدرّسًا في الكلية العربية المعروفة بدار المعلمين.
في عام 1928، دعا الشيخُ محمد علي رضا زينل الشيخَ محمد أمين للتدريس في مدارس الفلاح بمكة المكرمة، فمكث بمكة سنة كاملة ثم عاد إلى دمشق عام 1929. ولم يستفد منه أهل دمشق في هذه الفترة مما دفع الشيخ محمد أمين لتلبية طلب محمد علي رضا زينل في عام 1930 للسفر إلى بومباي في الهند والإشراف على افتتاح فرع مدارس الفلاح هناك.

### خصاله
وهب اللهُ سبحانه وتعالى الشيخ محمد أمين ذكاءً حادًّا، كما وهب أئمة التصوف من قبله كأبي حامد الغزالي والفخر الرازي. فأول ما أداه إليه ذكاؤه أنه حُبِّبَ إليه الخلوة والتفكير، وكان يتحنّث كثيرا في مقام الأربعين بجبل قاسيون.
وكان قليل الكلام، إذا تكلم تكلم عن علم، وإذا حدّث خرجت من فيه الحكمةُ سائغةً، وكان يستميلُ بتواضعِه قلوبَ سامعيه.
قال عنه الشطي: «على حاله من الصمت والسكون، ملازما خويصة نفسه، لا يدخل فيما لا يعنيه، حسن السيرة، لم يعرف له زلة، كاملٌ في ذاته وصفاته، بارك الله فيه.»
وكان قوي الحجة، حاضر البرهان، مُفحِما لخصومه، كثير المعاينة للأدلة المنطقية، وقد بُلِي بعدة من المناظرات، خرج من جميعها فائزًا.

### رحلته
قال عنه قرينهُ العلاّمة محمد بن جعفر الكتاني إنه (ابن بطوطة زمانه). فقد رحل إلى مصر والعراق والحجاز والسواحل المشهورة، وإلى الهند. كان دافعُه لذلك التعلم والتعليم، والاطلاع، والتنزه، والاجتماع بالرجال.
وأُثِر عنه التمثل بهذه الأبيات:

### وفاته
ضعف بصرُ الشيخ في آخر حياته، واستمر بالتدريس إلى قبل وفاته بثلاثة أيام.
وافته المنية في يوم الأربعاء في 20 شعبان سنة 1355هجري، الموافق ل 4 نوفمبر سنة 1936 ميلادية.
شُيّعت جنازته في موكب حافل جدا، وصُلّي عليه في الجامع الأموي بدمشق، ودفن في مقبرة باب الصغير بدمشق.
كُتب على شاهدة قبره - بناءً على وصيته - ما يلي:
هو الحي الباقي. اللهم إذا جمعت الأولين والآخرين في صعيد، فاغفر لأمة سيدنا محمد صلى الله عليه وسلم، خصوصا أخطأهم وأذنبهم عبيدك هذا أمين ابن زينب بنت السيد أحمد العش، فافعل به ما أنت له أهل، ولا تفعل به ما هو له أهل، إنك غفور حليم جواد كريم رؤوف رحيم.
وكُتِبَ على الجانب الآخر:
ودُفن في القبر نفسه بعد ذلك ولدا الشيخ: محمد رشدي (1895-1969) وهو أبو الشيخ الدكتور المُقْرِئ أيمن سويد، ومحمد ياسين (1911-1995).

## آثاره

### من تلامذته (مرتبين على حروف المعجم)
1. أبو بكر بن أحمد الحِبشي العلوي (ت 1955)
2. أحمد بن أحمد الكعكة (أو الكعكي) (ت 1998)
3. أحمد بن الصديق الغماري (ت 1961)
4. أحمد بن محمد الحارون الحجار (ت 1962)
5. إسحاق عقيل عزوز (ت 1994)
6. توفيق البزرة (ت 1953)
7. حسن بن محمد المشاط (ت 1979)
8. حسن بن مرزوق حبنكة الميداني (ت 1978)
9. عبد العزيز عيون السود (ت 1979)
10. عبد الغفار بن عبد الغني عيون السود (ت 1930)
11. عبد الغني بن علي الدقر (ت 2002)
12. عبد الفتاح المسدي (ت 1986)
13. عبد القادر بن محمد الشيخ مبارك (ت 1945)
14. عبد القادر حلمي بن أبي الفرج الخطيب (ت 1932)
15. عبد الكريم الرفاعي (ت 1973)
16. عبد الوهاب الحافظ دبس وزيت (ت 1969)
17. علوي بن عباس المالكي (ت 1971)
18. محمد أبو الخير بن محمد الميداني (ت 1961)
19. محمد أبو اليسر بن محمد أبي الخير عابدين (ت 1981)
20. محمد أمين الكتبي (ت 1983)
21. محمد بن أحمد الهاشمي (ت 1961)
22. محمد بكري بن أحمد الشويكي (ت 1935)
23. محمد الزمزمي الكتاني (ت 1951)
24. محمد سعيد بن محمد أنيس حسين آغا النقشبندي (ت 1958)
25. محمد سعيد بن عبد الرحمن البرهاني (ت 1967)
26. محمد سليم بن أحمد اللبني (ت 1979)
27. محمد الشريف بن محمد الصديق اليعقوبي (ت 1943)
28. محمد عارف بن رشيد عثمان (ت 1965)
29. محمد العربي بن محمد المهدي العزوزي (ت 1963)
30. محمد المكي بن محمد الكتاني (ت 1973)
31. محمد ياسين الفاداني (ت 1990)
32. مصطفى بن أحمد الطنطاوي (ت 1924)
33. يحيى بن محيي الدين الصبّاغ (ت 1961)

### مؤلفاته
1. تسهيل الحصول على قواعد الأصول.
وهو كتاب في أصول الفقه والتوحيد والتصوف. انتهى من تأليفه سنة 1322 هجرية، وعمره آنذاك خمسون سنة. وصفه تلميذه الحبشي بالقول: «.. تأليف حافل.. لخصه من كتب الأصول للشافعية والحنفية، ومزج بينهما في عبارات سهلة وأمثلة كثيرة، ويقول: إنه قد صرف عمره في هذا التأليف». طُبع الكتاب سنة 1994 بتحقيق الدكتور مصطفى الخنّ.
2. مختصر الإتقان للسيوطي.
3. تاريخ القدس.
4. منظومات في المدائح النبوية والرقائق الصوفية.
5. تقريرات على الحكم العطائية.